# دین وارد
دین وارد (انگلیسی: Dean Ward؛ زادهٔ ۳۰ ژوئن ۱۹۶۳) از ورزشکاران و مدال‌آوران در بازی‌های المپیک زمستانی اهل بریتانیا است.